# Tom Paris
„Thomas Eugene Paris” este un personaj din serialul TV USS Voyager din franciza Star Trek. 
Este interpretat de Robert Duncan McNeill.
Thomas Eugene Paris este un ofițer uman al Flotei Stelare care a deținut timp de șapte ani funcția de navigator al navei Federației USS Voyager.
Paris este fiul unui important amiral al Flotei. După ce a fost exclus pe motive disciplinare din Flota Stelară, el s-a alăturat grupării Maquis, fiind apoi capturat și condamnat la închisoare în Colonia Penală a Federației din Noua Zeelandă. La solicitarea căpitanului Janeway, Paris devine pilot al navei Voyager, plecată în căutarea navei Maquis a lui Chakotay. Astfel, el călătorește alături de ceilalți membri ai echipajului la 70 000 de ani lumină depărtare, în inima cvadrantului Delta.